# L'Homme dans la lune
Ne doit pas être confondu avec L'Homme dans la Lune (roman).
Pour plus de détails, voir Fiche technique et Distribution.
L'Homme dans la lune (Manden i månen) est un film danois réalisé par Erik Clausen, sorti en 1986.

## Fiche technique
- Titre : L'Homme dans la lune
- Titre original : Manden i månen
- Réalisation : Erik Clausen
- Scénario : Erik Clausen
- Musique : Robert Broberg
- Photographie : Morten Bruus
- Montage : Ghita Beckendorff
- Pays de production :  Danemark
- Genre : Drame et romance
- Durée : 90 minutes
- Date de sortie : 
  - Danemark : 7 mars 1986

## Distribution
- Christina Bengtsson : Christina
- Stig Hoffmeyer : Tjener
- Catherine Poul Jupont : Maria Bianca
- Berthe Qvistgaard : la mère de Johannes
- Peter Thiel : Johannes

## Distinctions
Le film a remporté plusieurs prix au Danemark.
- Roberts :
  - Meilleure photographie
  - Meilleurs décors
- Bodil :
  - Meilleur film
  - Meilleur second rôle féminin pour Catherine Poul Jupont
  - Prix spécial pour les décors